# Massey Ferguson 145
Le Massey Ferguson 145 (MF145) est un tracteur agricole produit de 1965 à 1975 par Massey Ferguson.